# Sankukai
Karate Sankukai (in giapponese 三空会) è uno stile di karate codificato da Yoshinao Nanbu nel 1970. Esso è basato su tecniche estrapolate dall'Aikidō, dal Judo, dal karate Shitō-ryū e dal karate Shūkōkai. Il suo simbolo è costituito da tre cerchi (due rossi ed uno bianco), che rappresentano (dal più interno al più esterno): la Terra, la Luna ed il Sole.

Simbolo del Sankūkai

## Kaiten
I Kaiten geri (calcio) e tsuki (pugno) vengono introdotti dal M°. Nanbu per portare un concetto innovativo nel suo stile di karate. L'attacco non deve necessariamente essere frontale, ovvero portate sull'asse longitudinale dell'avversario.
I Kaiten sono pugni e calci circolari che hanno le caratteristiche peculiari di penetrare nella guardia dell'avversario da una direzione diversa, tra i 30° e i 45°.

## Tenshin
Parimenti agli attacchi il Sankukai ha le parate circolari, ovvero tecniche create per evitare di ricevere un colpo.
Non a caso si parla di evitare perché i tenshin apportano una grandissima innovazione: invece di bloccare l'attacco dell'avversario il Tenshin permette di evitarla e nel contempo di preparare un contrattacco che penetri la guardia ad un angolo diverso dall'asse longitudinale (0°).

## Randori
Mutuandoli direttamente dallo Judo il M° Nanbu introduce i Randori come base del kumite (combattimento).
I Randori sono sequenze di 7 attacchi e corrispondenti 7 parate che introducono gli atleti ai concetti basilari del kumite: tempo, distanza, velocità.
In particolare gli attacchi sono sempre gli stessi per tutti i Randori: oi-tsuki destro e sinistro, mae-geri destro e sinistro, mawashi-geri destro e sinistro, ultimo attacco di oi-tsuki destro (per i primi 3 Randori).
Le difese sono
- di pugno (tsuki) per il 1° Randori (Randori ichi-no-kata)
- di calcio (geri) per il 2° Randori (Randori ni-no-kata)
- di proiezione a terra (ashi waza) per il 3° Randori (Randori san-no-kata)
- di leva articolare per il 4° Randori (Randori yon-no-kata)
- di bastone (bo) per il 5° Randori (Randori go-no-kata)

## Kata
Kata Shitei:
Taikyoku Shodan, Taikyoku Nidan, Taikyoku Sandan
Heiwa Shodan, Heiwa Nidan, Heiwa Sandan, Heiwa Yondan, Heiwa Godan
Kata Sentei:
Hiji no kata, Jiin, Annanko, Shinsei, Bassai Dai
Kata Superiori:
Matsukaze, Hyakuhachi (Kururunfa), Kosokun Dai, Seipai, Seienchin, Tajima, Goju yon, Ten ryu no kata
- Video dei Kata Sankukai, su m.youtube.com.

## Le origini
Tratto da "Karate Sankukai" di Yoshinao Nanbu
Il Maestro Yoshinao Nanbu è nato a Kobe in Giappone nel febbraio 1943.
Appartiene ad una vecchia famiglia di budoka. Il nonno era lottatore di Sumo, molto famoso; suo padre (5º dan), teneva corsi di Judo al Dojo di polizia della città di Kobe. Sotto la direttiva del padre, il maestro Nanbu cominciò a praticare il Judo a soli cinque anni.
Quando entrò nella scuola comunale, imparò il Kendo sotto la guida di suo zio. Negli Anni Cinquanta, sia il Karate che l'Aikido erano vietati (infatti il generale Mac Arthur, comandante delle forze di occupazione degli Stati Uniti in Giappone, aveva proibito la pratica di queste due discipline). Così Nanbu dovette cominciare a praticare queste arti sotto la direzione del maestro Someka, che era direttore di un club "amichevole".
Egli cominciò a leggere con avidità i libri di suo padre su tutte le arti marziali: Tonfa, Nuntchaku, Tambo, Sai, eccetera, cui si dedicò ben presto nei Dojo del vicinato.
A diciotto anni il maestro Nanbu entrò alla facoltà di Scienze Economiche di Osaka, dove ebbe come maestro Tani, 8º dan, che professava lo Shito-Ryu. Fu ben presto promosso capitano della squadra di Karate della sua università, titolo questo che ha molto valore, data l'importanza dei karateka universitari giapponesi. Nel 1963 divenne campione universitario del Giappone (c'erano allora 1250 concorrenti). Per questa vittoria Yoshinao Nanbu ricevette ufficialmente la "medaglia al valore" (mandata da tutti i Karateka giapponesi) dalle mani del direttore dell'università di Waseda, Ohama, promotore dell'organizzazione dell'Associazione degli studenti dell'università.
Nel 1964 ricevette l'invito da Plee, allora promotore del Karate in Francia, a partecipare come invitato alla coppa di Francia; la vinse combattendo individualmente. Partecipò anche alla coppa internazionale di Cannes (sette Paesi: Gran Bretagna, Germania, Italia, Norvegia, Stati Uniti, Svizzera e Francia), e vinse anche qui il combattimento individuale. Da questo momento il maestro Nanbu cominciò a considerare la sua arte come una professione, e così di conseguenza modificò i suoi programmi. Nel 1968 andò a trovare tutti i maestri giapponesi, invitandoli l'uno dopo l'altro, per imparare tutti i tipi di tecniche; ufficialmente però si trovava ancora sotto le direttive del maestro Tani e cioè del Shukokai - Shito-Ryu.
Lo stesso anno, proprio su richiesta del maestro Tani (che diceva di lui che aveva il genio del Karate), Nanbu si diede da fare per mettere in piedi l'organizzazione mondiale di Shukokai. La sua riunione ebbe successo grazie alle numerose dimostrazioni da lui date in parecchi Paesi, come la Scozia, la Gran Bretagna, la Francia, la Norvegia, la Germania, l'Italia, il Belgio e la Jugoslavia. Aprì in seguito dei "club Nanbu" a Parigi e in provincia, e divenne allenatore della squadra francese. (I suoi nuovi allievi da quel momento hanno cominciato a vincere i campionati di Francia e d'Europa).
In seguito ai suoi duri sforzi per promuovere il Shukokai, il maestro Nanbu venne nominato presidente della federazione scozzese di karate, consigliere e direttore tecnico della federazione belga di karate, presidente della federazione norvegese di karate, consigliere e direttore tecnico della squadra di Karate Jugoslava.
Nel 1969 il maestro Nanbu giunse per la prima volta in Canada, per salutare dei suoi discepoli; e lo stesso anno il maestro Tani gli propose di occuparsi dell'organizzazione del terzo campionato del mondo di Karate che avrebbe avuto luogo a Parigi nel mese di ottobre.
Il giorno dopo il campionato, il maestro Nanbu ruppe definitivamente con lo stile Shukokai, poiché si era accorto che, essendo uno stile essenzialmente competitivo, i suoi seguaci finivano per praticare solamente le tecniche più redditizie per la competizione, e, cioè lo Tsuki (pugno diretto) e il Mae-Geri (calcio frontale), lasciando da parte le altre tecniche come il Yoko-Geri (calcio laterale) e il Mawashi-Geri (calcio circolare) più difficili da applicare durante una gara. Questo modo di combattere era divenuto così rigido e schematico che un esperto di Shukokai poté un giorno dire: "Questo metodo, in sé eccellente purtroppo non ha saputo fare altro che fabbricare handicappati".
Cosciente dei limiti del Shukokai, il maestro Nanbu riparti per il Giappone, e dopo lunghi mesi di riflessione e di meditazione trovò la soluzione dei suoi problemi, fondando la sua tecnica personale, che chiamò SANKUKAI.
Quando il Sankukai prese la sua fisionomia definitiva, il maestro Nanbu sottopose le sue conclusioni a un istituto riconosciuto ufficialmente, che ne studiò i rapporti di forza e la dinamica dell'energia. Le conclusioni che gli esperti trassero furono ottime; infatti essi approvarono la nuova tecnica poiché questa mostrava chiaramente che si potevano migliorare in maniera considerevole:
la parata del colpo avversario;
la velocità di esecuzione;
la forza con la quale si porta la risposta;
la ricchezza di spostamenti e schivate al posto dei bloccaggi classici;
il modo (molto diverso) di portare gli atemi.
Grazie all'inesauribile energia e alla serenità del maestro Nanbu, il Sankukai mise radici rapidamente in Giappone, in Francia, in Gran Bretagna, in Spagna, in Germania, in Norvegia, in Marocco, in Svizzera, in Belgio, in Messico, in Guatemala e in Canada.
- Bushi Karate-do, scuola di karate sankukai tradizionale
- British Sankukai Karate Association, su karatesankukai.co.uk.
- Sankukai - Scuola Italiana Budo, su scuolaitalianabudo.it. URL consultato il 15 ottobre 2013 (archiviato dall'url originale il 15 ottobre 2013).
- Federation Sankukai Karate-do Scotland, su fsks.net. URL consultato l'11 gennaio 2010 (archiviato dall'url originale il 1º febbraio 2010).
- Federazione FEKDA Sankukai Karate-do Italy, su fekda.eu. URL consultato il 9 novembre 2012 (archiviato dall'url originale il 19 settembre 2012).